# Dreamcar
Dreamcar (Español El Coche del ensueño) es un Supergrupo del Rock alternativo y del Ska Punk formada en Los Ángeles, California. El supergrupo había sido creado por los integrantes de No Doubt llamados (Tony Kanal, Adrian Young y Tom Dumont) y el líder de AFI (banda) llamado Davey Havok.

## Integrantes
- Davey Havok – Voz principal (2016–presente)
- Tony Kanal – Bajo (2016–presente)
- Tom Dumont – Guitarra (2016–presente)
- Adrian Young – Batería, percusión (2016–presente)

## Discografía
Álbum de estudio
- Dreamcar (2017)

Singles
- "Kill for Candy" (2017)